# Họ Cáy sáu cạnh
Họ Cáy sáu cạnh (danh pháp khoa học: Camptandriidae) là một họ cua, với 41 loài trong 23 chi:

## Các chi
- Baruna Stebbing, 1904[5]: 4 loài.
- Calabarium Manning & Holthuis, 1981: 1 loài.
- Camptandrium Stimpson, 1858: 1 loài, cáy sáu cạnh (Camptandrium sexdentatum).[6]
- Cleistostoma De Haan, 1833: 2 loài.
- Danielella P. K. L. Ng & Clark, 2012: 1 loài.
- Deiratonotus Manning & Holthuis, 1981: 3 loài.
- Ecphantor Manning & Holthuis, 1981: 1 loài.
- Exagorium Naruse, Chung & Tangah, 2015: 1 loài.
- Ilyogynnis Manning & Holthuis, 1981: 1 loài.
- Lillyanella Manning & Holthuis, 1981: 1 loài.
- Manningis Al-Khayat & Jones, 1996: 1 loài.
- Moguai C. G. S. Tan & Ng, 1999[5]: 2 loài.
- Mortensenella Rathbun, 1909: 1 loài.
- Nanusia C. G. S. Tan & Ng, 1999: 1 loài.
- Nasima Manning, 1991: 1 loài.
- Opusia P.K.L. Ng & Rahayu & Naser, 2009: 1 loài.
- Paracleistostoma De Man, 1895: 9 loài.
- Paramoguai Ahyong, 2014: 2 loài.
- Paratylodiplax Serène, 1974: 3 loài.
- Serenella Manning & Holthuis, 1981: 1 loài.
- Takedellus C. G. S. Tan & Ng, 1999: 1 loài.
- Telmatothrix Manning & Holthuis, 1981: 1 loài.
- Tylodiplax De Man, 1895: 1 loài.